# Karantén

A "Yellow flag" egyszínű sárga zászló sokáig a karantén alatt levő hajók jelölésére szolgált, amely a sárgaláz járvány öröksége volt, de a modern használatban épp az ellenkezőjét jelzi: egy betegségtől mentes hajó kikötőbe engedését kéri („Q”, Quebec kódzászló)

„L”, Lima kódzászló: Karanténnal lezárt hajót jelöl a kikötőben. (A hajók mai nemzetközi tengeri kódlobogó készletét 1738-ban a francia Mahé de la Bourdonnais alkotta meg.)

A karantén, vesztegzár vagy járványügyi elkülönítő vagy elszigetelés általában azt jelenti, hogy elkülönítenek egy olyan személyt vagy személyeket, akik feltételezhetően fertőző betegek azoktól, akik még nem mutatnak tüneteket, amelynek alapvető járványügyi célja a betegség terjedésének megakadályozása. A karanténban a tünetek monitorozása betegségtől függően, annak lappangási idejétől függően történik.
Eredeti jelentésében a karantén egy olyan hely volt, ahol egy jól körülhatárolt, őrzött helyen, a fertőzött személyeket, állatokat és árukat egészségi állapotuktól függetlenül mozgásuk/hozzáférésük korlátozása céljából a helyi hatóságok elkülönítik, azért hogy a fertőző betegségek vagy kártevők továbbterjedését megakadályozzák. A karanténon belül található vírusok, baktériumok és egyéb megbetegedéseket okozó kórokozók így nem juthatnak ki és nem terjedhetnek tovább, valamint az egészségeseknek sem szabad érintkezni az elkülönítettekkel. A karantén egy járványügyi védekezést segítő  eszköz, a történelem során a járványok miatt több ember halt meg, mint az összes véres háborúban együttvéve.
A fertőző betegségektől eredő megbetegedés és halálozás ősi veszélye miatt az emberi társadalmak évezredek óta reagálnak elszigetelő intézkedések bevezetésével. A karanténban levőket megfigyelik, ha szükségessé válik, akkor orvosi kezelésben részesítik a gyógyulásukig vagy a tünetmentességükig. A hivatalos eljárásrend szerint az elkülönítetteknek a lappangási idő leteltéig, kötelezően a zárt karanténban kell maradniuk. Előfordul, hogy a karantén egy adott földrajzi területre terjed ki, például településekre vagy akár egy országra (egészségügyi határzár).
A növény- és állategészségügyi karantén esetén, a fertőzés és járványhelyzet elhárítása során felmerülhet a fertőzött növények, beteg állatok megsemmisítése. Külön figyelmet kell fordítani arra, hogy a természetesen elkülönült természeti környezetbe, ne jussanak be messzi tájakról ún. „karantén károsítók”, amik nincsenek jelen az adott térségben, nincs ellenük felkészülve az élővilág ezért ezeknél a megsemmisítés az alapvető intézkedés
Manapság egy-egy járványveszély kialakulásakor a társadalmi távolodás, közösségi távolságtartás  (social distancing) célja a fertőző betegség terjedésének megakadályozása vagy lelassítása. Az államok stratégiája az új járványok kitörésekor a társadalmi kapcsolatok csökkentése a fertőzést hordozó személyek és a nem fertőzött személyek közötti kapcsolat valószínűségének minimalizálása érdekében. Ennek egyik eszköze a karantén, ami lehet önkéntes elkülönülés, de lehet hagyományos, hatósági kényszerrel és szabályzókkal történő kényszerintézkedések sorozata is.

## Etimológia
A karantén szó eredetileg a 14. századi Quaranta giorni olasz kifejezésből ered, ami negyven napot jelent, a hajók és a hajózó személyzet 40 napos elszigeteltségét jelentette, mielőtt beléptek volna a velencei kikötőbe, ugyanis ennyi idő alatt kiderült, van-e ragályos beteg a hajón. A járványok elterjedésének megakadályozására irányuló intézkedés során Velencében már 1374-ben elrendelték a 30 napos („Trentana”), később 40 napra (Quaranta) meghosszabbított zárlatot és a betegeket a Lazzaretto Vecchio nevű szigetre száműzték. 1403-ban a velencei lagúna kis szigetén megalapították az első „Lazarett” nevű, leprások (bélpoklosok) házát, vagyis egy járványkórházat. A lazarett fogalma 1485-ben jött létre, amikor pusztító pestis kitörés sújtotta a velenceieket, amely  még Giovanni Mocenigo dózsét is megölte.
Mint minden járvány esetében, a 20. századi spanyolnátha idején is a karantén, a hatósági elkülönítés, a nyilvános helyek látogatásának tilalma és mindenféle csoportosulás betiltása volt célravezető.

## Karantén a múltban

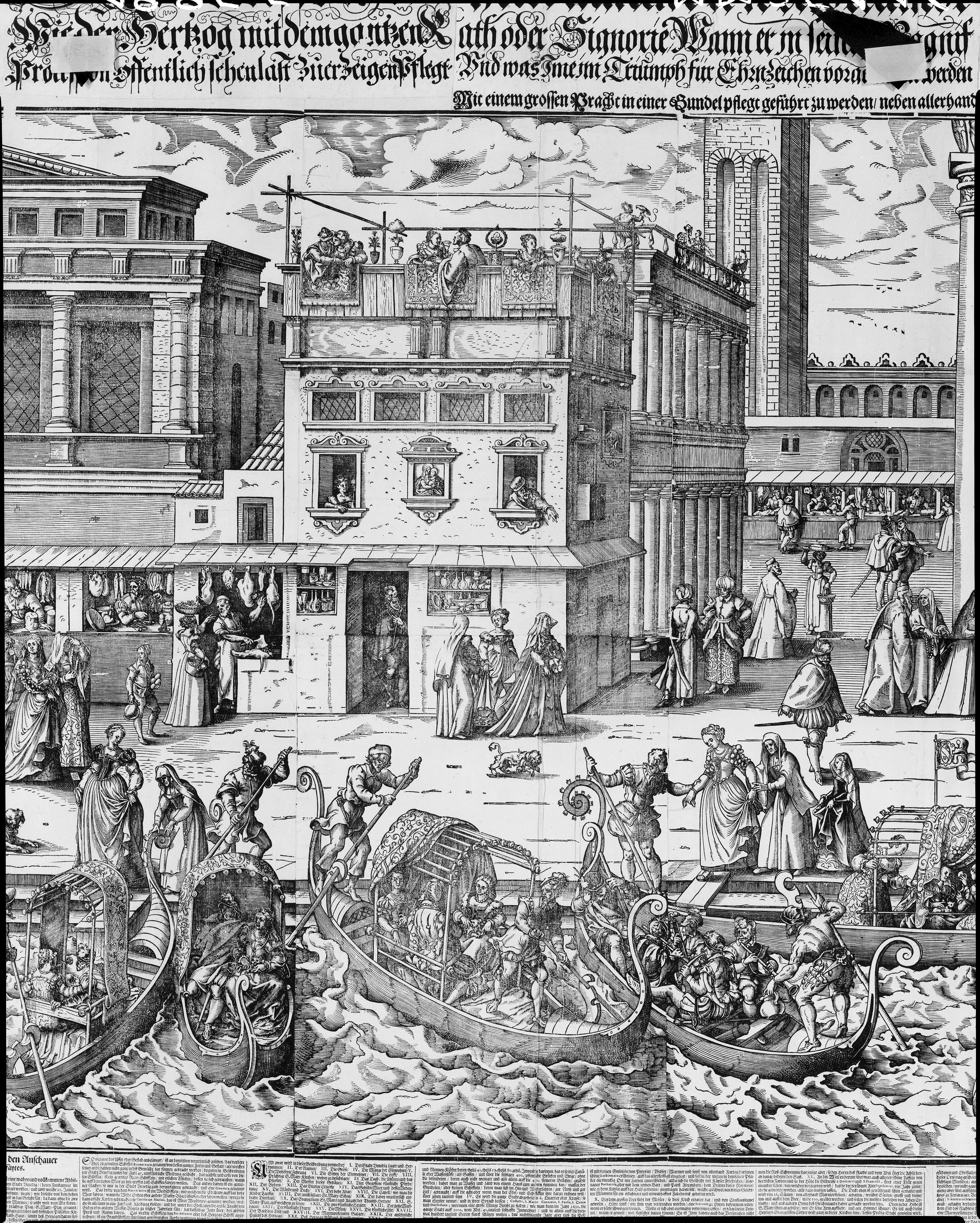
Velence kikötője 1565 körül

Az ókori Indiában a Bhodhayna és a Gauthama szútrák karantént ajánlottak szülés és halál után. A szülés utáni karantén az anyára és a babára vonatkozott, tíz napra. A halál utáni a gyászoló családra és még néhány más rokonra, és szintén tíz napig tartott. Ezeket a szabályokat már az i. e. 8. században alkalmazták, és egyes közösségekben még ma is él. Ezért ott a névadás ceremóniáját is csak tíz nap után tartják meg. 
A Bibliában Mózes törvénye alapján a bélpoklosoknak el kellett különülniük az egészséges társadalomtól. A diagnózis felállításához a törvény kétszer hét nap elkülönítést írt elő. A leprások elkülönítése máig folytatódik, külön telepeken helyezik el őket. I. al-Valíd omajjád kalifa 706 és 707 között kórházat építtetett Damaszkuszban, ahol a leprásokat elkülönítették a többi betegtől. A törökök 1431-ben megépítették az első önálló leprakórházat Edirneben. Az iszlám világban többször is írtak önkéntes karanténokról; olyanokról is, amikor egy-egy település zárkózott el. Nem önkéntes karanténokról nem tudunk egészen 1838-ig, amikor a törökök karanténreformot vezettek be.
A középkori Európában többször alkalmaztak karantént ideiglenes izolálásra, bizonyos járványok, pl. a Yersinia pestis nevű baktérium által okozott fertőző betegség, a félelmetes pestis, vagy a Vibrio cholerae baktérium által okozott kolera járványok idején. Először fejlettebb városokban alkalmazták, ez abból állt, hogy lezártak bizonyos városrészeket, illetve a fertőzöttek otthonait, így nem tudták megközelíteni a fertőzötteket, illetve a ragályos betegek nem tudtak másokat megfertőzni.
A karantén bevezetéséről és annak körülményeiről szóló legkorábbi írásbeli forrás a dubrovniki nagytanács 1377. július 27-i határozata, amelyben a Raguzai Köztársaság Nagytanácsa (Consilium Maius) hozott elkülönítésre határozatot. Sok távoli ország kereskedelmi útvonala futott össze Dubrovnikban, ezért annak érdekében, hogy megvédjék a lakosokat a fertőző betegségektől, kiadták a Nagytanács rendeletét, amely szerint a kereskedőket, utazókat és tengerészeket, akik gyaníthatóan megfertőződtek és betegségeket hurcoltak volna be, nem engedték be a város kikötőjébe és a környékére anélkül, hogy 30 napig tartó karantén táborokban kellett tartózkodniuk, a külvilágtól elszigetelten az áruikkal együtt. 1448-ban a velencei szenátus meghosszabbította az időtartamot 40 napra.
Ez a negyven napig tartó elkülönítési intézkedés a Földközi-tenger összes kikötőjében elterjedt gyakorlattá vált, részben a Biblia (Mózes harmadik könyve), részben a híres görög orvos, Hippokratész írásaira alapozva, miszerint egy akut betegség tüneteinek 40 napon belül meg kell jelennie. Modern becslések szerint 37 nap volt az az idő, ami eltelt a pestissel való fertőződéstől a halálig. Emiatt ez az időtartam elegendő volt annak kiderítésére, hogy van-e fertőzött a hajón.
A félelmetes „fekete halál”, a fertőző pestis járvány sújtotta országokból érkezett személyeket, akár betegek, akár egészségesek voltak, ingóságaikkal együtt a határnál bizonyos ideig (eredetileg 40 napig) visszatartották, vesztegelni hagyták és csak a kiszabott „veszteglési idő” elteltével bocsátották tovább. Ezt az eljárást nemcsak a pestis, hanem a sárgaláz, a szifilisz és az Európába betört kolera ellen is gyakorolták. A vesztegzár azonban, ahol aránylag szűk helyen sok ember zsúfolódott össze, ahol az egészségesek és betegek ellátásáról nem történt megfelelő gondoskodás, csakhamar járványfészek lett és így nagy veszélyhelyzet okozójává vált. A járványok megfékezésére tett intézkedések során az elkülönítésre alkalmas karantén kialakítása általános, ragályos fertőzéseket fékező, népegészségügyi megoldássá változott. A középkor végére szigorú és kötelező állami intézkedések és törvények határozták meg a karanténszabályokat. 
Velencében 1348 után három közegészségügyi tisztviselőt neveztek ki   Reggio/Modenában hasonló intézkedést vezettek be 1374-ben. Velencében az első elkülönítőt 1403-ban alapították egy kis szigeten. 1467-ban Genova követte ezt a példát, és 1476-ban Marseille karanténállomását általános járványkórházzá alakították. Marseille nagy karanténállomását Pomègues-ben rendezték be. 1831-ben az Egyesült Királyság nyugati partján rendeztek be karanténállomásokat, melyeket a járvány után másra használtak. A legkiterjedtebb telepet Bordeaux közelében rendezték be.
Észak-Amerikában többször is kitört a sárgaláz a 18. század végén és a 19. században. A legismertebbek az 1793-as philadelphiai, az 1856-os georgiai és az 1888-as floridai sárgaláz. De kolera és himlő is okozott járványt a 19. században. A pestis Honoluluban és San Franciscóban 1899-től 1901-ig okozott járványt.  A kormányok földrajzi karantént vezettek be. A spanyolnáthával szemben viszont a még egészséges népesség zárkózott el.

### Magyarországon

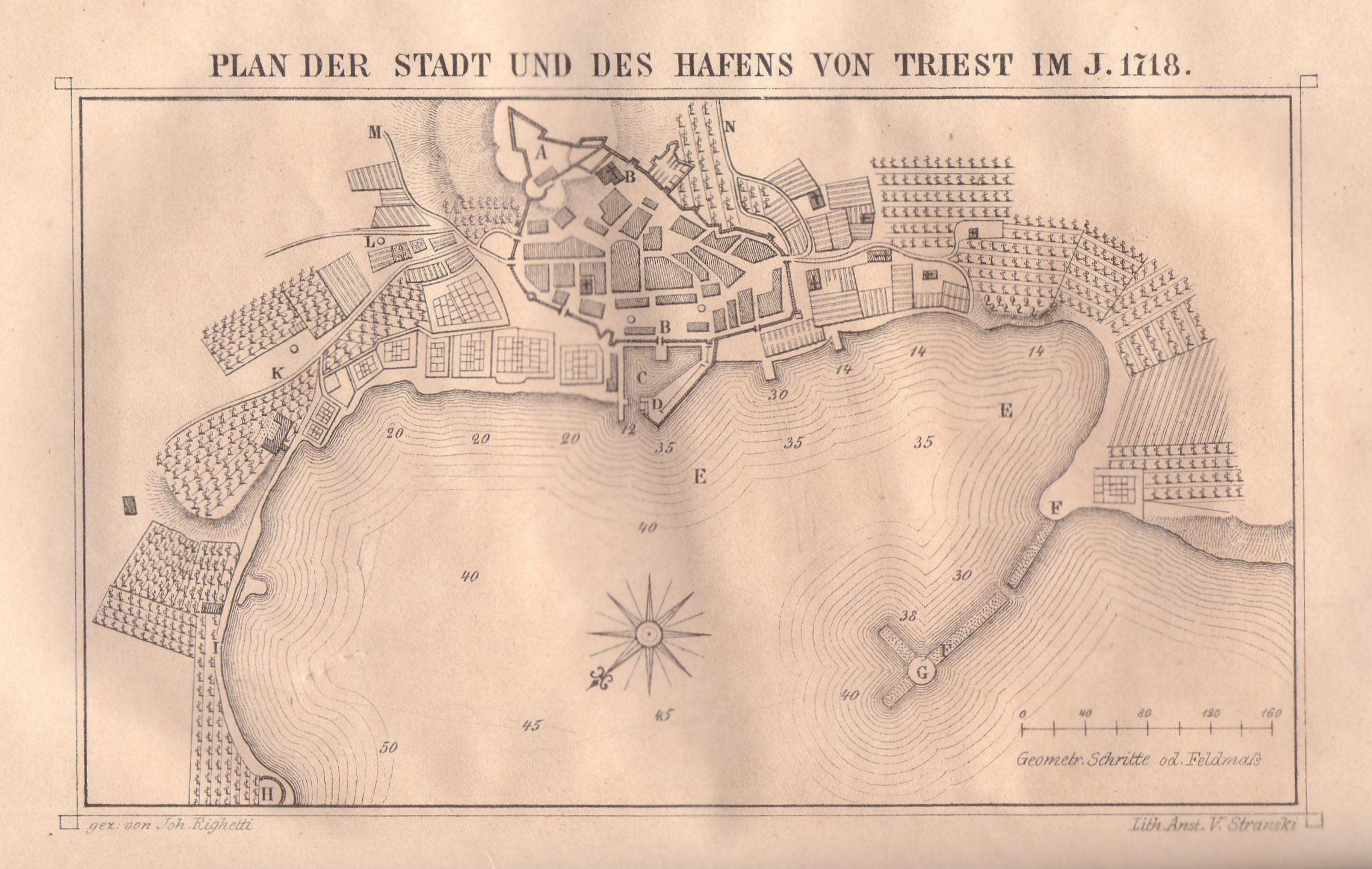
Trieszt kikötője 1718 körül

III. Károly magyar király 1717. június 2-án kiadott rendeletében Triesztet szabadkikötőnek nyilvánította. A járványveszély fokozódása miatt 1725. december 19-én Trieszt  és Fiume kikötőiben is „vesztegintézeteket” hozott létre, a tengeri kikötőkben már több évszázada létező vesztegzárak mintájára.
1738-ban az orosz-osztrák-török háború során a belgrádi békét követően, a temesvári téli szállásra rendelt csapatoktól terjedt szét pestis járvány Magyarországon, Ausztriában, Lengyelországban. 
1739-ben támadta meg Debrecent, a legnagyobb pestisjárvány. 
A városon belül a járvány pusztítását a magisztrátus a királyi Helytartótanácstól kapott rendeletek előírásai szerint igyekezett megakadályozni. Korlátozták vagy megszüntették a nagyobb csoportosulással járó munkákat és társadalmi eseményeket (aratás, szüret, vásár), lezáratták és őriztették a pestises házakat. Szigorú szabályokat alkalmaztak a temetések során: külön pestistemetőt létesítettek a városon kívül, külön "temetőembereket" és kocsisokat fogadtak a halottak kivitelére, a halottlátogatást, ceremoniális temetést, torozást betiltották.
A járvány után rendelte el Mária Terézia az ún. „kontumácia-stációkat” (vesztegzár-állomásokat) a magyar és erdélyi határokon, az intézkedés hatására a továbbiakban elmaradtak a járványok Magyarországon. 1770-ben jelent meg a Magyar Királyságban a Generale normativum in re sanitatis, a szervezett egészségügy alaprendelete. 1755-ben pedig a tengerészeti karanténtörvény (Seequa-rantene-Gesetz von 1755). Előfordult extrém hosszú (84 napos) vesztegzár is.
1830 decemberében a magyar határon katonai kordont kellett felállítani, hogy megakadályozzák a kolera terjedését. A lázadó parasztok a kormány és a vármegyék tisztviselőit, földesurakat támadtak meg. A hatóságok – köztük az akkor éppen kolerabiztosi tisztséget viselő fiatal Kossuth Lajos – különféle kezelési módokkal próbálkoztak, de a gyógyszerként alkalmazott bizmutpor és a kutak fertőtlenítése teljesen hatástalan volt a fertőzés terjedése ellen. Statáriumot rendeltek el és a statárium alatt 119 embert ítéltek halálra, több ezer lázadót zártak börtönbe, vagy részesítettek testi fenyítésben. Végül a katonaságnak kellett levernie a kolerafelkelést. A járványnak ekkor 237 641 halálos áldozata volt. A zárlatot 1831. október 3-án oldották fel.
A magyarországi folyókon közlekedő hajókon előforduló kolera megbetegedések, illetve halálozások esetére a kereskedelemügyi miniszter 1892. évi rendelete a következően intézkedett: „A hajó vezetője köteles a hajó fertőzött voltát fölismerhetővé tenni, és pedig nappal egy élénk sárga szinü, háromszögü, a hajó árbocára vagy őrfájára, vagy külön zászlónyélre tűzött csúcslobogóval; éjjel. 1. gőzhajókon: a) menet közben élénk zöld fénnyel égő lámpával, a jelző lámpa szelvényének közepével egy magasságban a hajó jobb oldalához megkötött, zsinórra felhúzott lobogóval, b) ha horgonyoznak, vagy a parthoz kikötve állnak, a szabályszerü zöld lámpán kivül ezzel egy magasságban függő fehér lámpával. 2. egyéb (gőzerőre be nem rendezett) hajón, ugy menet, mint állás közben a hajó fedélzetének, vagy tetőzetének legmagasabb részén, ennek hosszában egymás mögött 50 cm. távolban elhelyezett 2 db. világos, fehér fényü s minden oldalról látható. lámpával.” 
A magyar olvasóközönség Rejtő Jenő humoros írásaiból ismerkedhetett a sárga zászló jelével, amely a Vesztegzár a Grand Hotelben című művében is szerepel: „…Megérkezett az egészségügyi tanácsos. Igen kövér volt. Egyik fülétől a másikig tokája képződött, és asztmatikusan szuszogott állandóan. Elsősorban megkérdezte a reszkető térdű portást, hogy mi van ebédre, és kérte, hogy neki a reistafel-hez ne adjanak curryszószt, mert ha látja, akkor képtelen ellenállni, viszont a gyomrának nem tesz jót. Régi csel volt Markheit tanácsos úr részéről, vesztegzár esetén néhány gyors, prózai magánintézkedéssel lehűteni a hisztérikus hangulatot. Egy hajón, amely nyolc kolerabeteggel és félőrült utasokkal futott be, sárga zászló alatt, a tanácsos elsősorban tűvé tett mindent sósborszeszért, és keservesen panaszkodott a rettegéstől félholt utasoknak, hogy gyomorrontást kapott, és ilyenkor napokig viszket a bőre.…”
Járványhelyzet kialakulásakor a hivatalos eljárásrend szerint, a karantén céljára szolgáló intézményt az Nemzeti Népegészségügyi Központ (NNK) jelöli ki. A hatályos magyar törvények szerint „kötelező járványügyi intézkedés foganatosításához nincs szükség a beteg beleegyezésére, azonban a beteget – az eset körülményeihez képest – ekkor is megilleti a tájékoztatáshoz való jog”.
Minden járványügyi intézkedést kötelező végrehajtani. Magyarországon az 1997. évi CLIV. törvény alapján, a járványügyi megfigyelés alá helyezett személy a megfigyelés tartama alatt foglalkozása gyakorlásában, kapcsolattartási jogában és mozgási szabadságában korlátozható. Egészségügyi válsághelyzetben a járványügyi tevékenységet az országos tisztifőorvos koordinálja.

## Karantén elzárások napjainkban

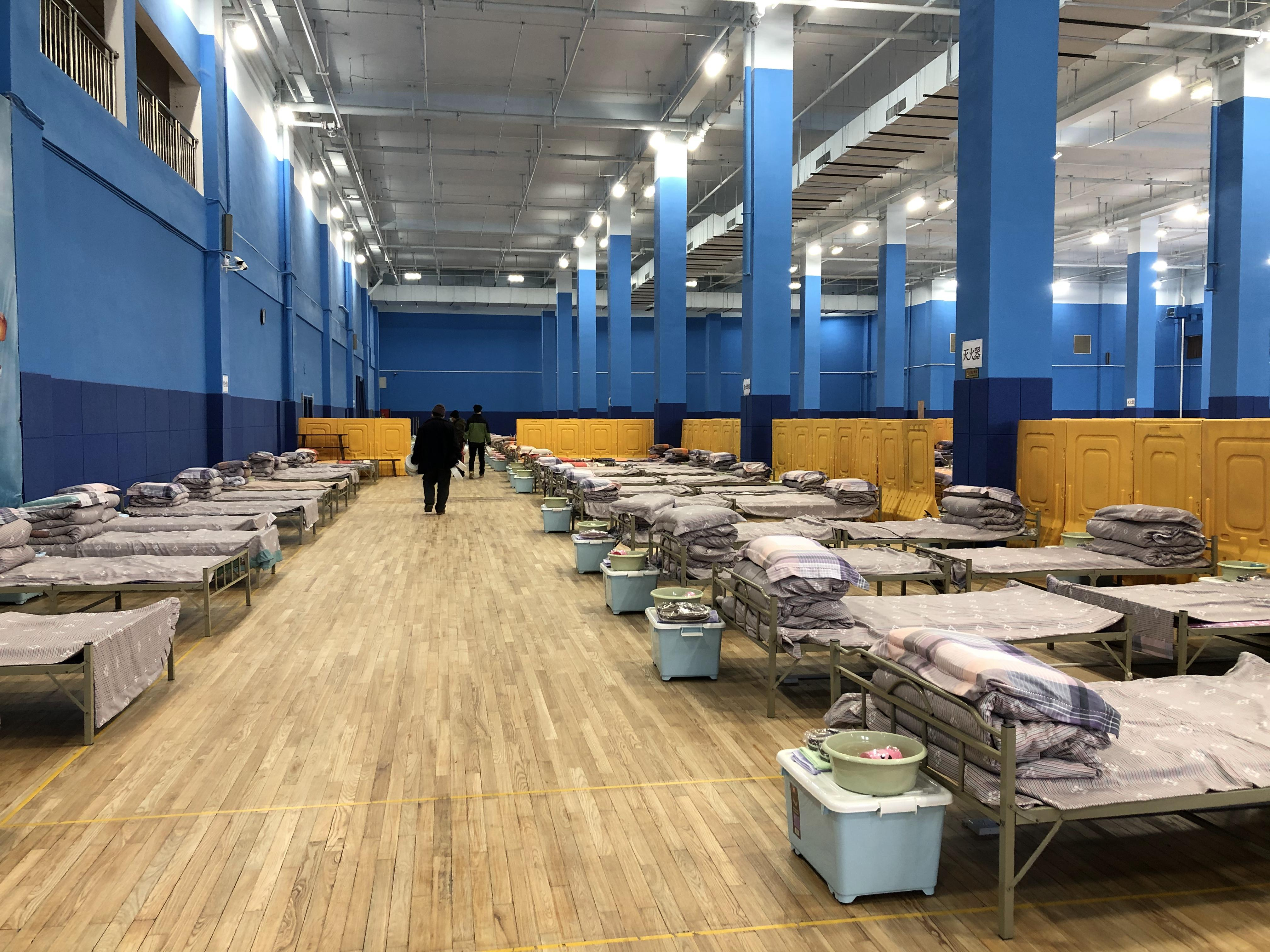
Vuhan városában a karanténban ún. kabinkórházakat alakítottak ki a fertőzött emberek központosított kezelésére

Többször van szükség hatósági karantén elrendelésére napjainkban is. Szükség esetén egyéneket különítenek el, illetve területeket zárnak le. Például Andrew Speaker-t 2007-ben multirezisztens TBC, Kaci Hickoxot ebola gyanújával 2014-ben. Az ebolajárvány befejezéséhez is hozzájárult a karantén; karanténállomásokon, illetve otthoni karanténban tartózkodtak a fertőzésgyanús emberek. Az egészségügyi szakértők kritizálták az utazási korlátozásokat, mivel az a segítség célba juttatását is megnehezítette.
A H1N1-járvány idején Spanyolországban jelentős területeket zártak el.
1969-ben az Apollo–11 utasait is elkülönítették, mivel úgy gondolták, hogy esetleg ismeretlen eredetű fertőzés érte őket a Holdon. A vuhani karantén esetében egy nagy kínai várost zártak le 2020. januárjában a Covid19-pandémia tovaterjedésének akadályozására. A járvány epicentrumában, Hupej tartományban, egyszerre több mint 35 millió kínai ember mozgását korlátozták a helyi hatóságok. India egy hónapra lezárta határait.

### Magyarországon
Egy munkajogász szerint a magyar jogrendszerben nincs az egészségügyi karanténra vonatkozó munkajogi szabály, a munkavállalót nem illeti meg díjazás, mert az ilyen hiányzás nem minősül fizetett távollétnek.
A hvg.hu szerint A munka törvénykönyve azonban rugalmas: munkaadó és munkavállaló megállapodására bízza, hogy a munkaadó engedélyével, a munkavállaló mentesüljön a munkavégzés alól. A felmentés alatt járó munkabér, a nullától száz százalékig bármi lehet.
Magyarországon a Covid19-pandémia kezelése során számos esetben szükség volt hatósági házi karantén elrendelésére is. Sokan az önként vállalt karantént is vállalták, különösen a gyengébb immunrendszerrel rendelkező idősek és krónikus betegségben szenvedők. Elkülönítésre kötelezték a gyanús eseteket és a valószínűsített eseteket is.

## Jelzése

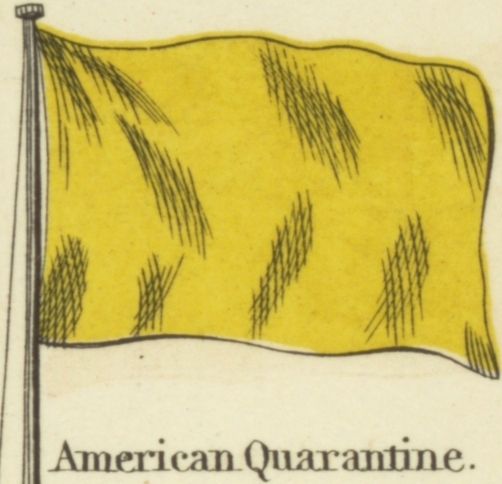
Karantén zászló (1868)

Hogy idegenek meg ne sértsék a karantént, és ne váljanak kontakt személyként szintén karanténkötelessé, a karantént jelezni kell. Hajókon és kikötőkben zászlókkal jelzik. A történelem során sárga, fekete és zöld zászlókat használtak, betegségtől függően. A 18. és 19. században, a sárgaláztól való félelem miatt a hajókat karanténba helyezték, a karanténba helyezett hajók napközben a kikötőkben felhúzták a „sárga zászlót” és éjszaka is megvilágították. Habár a sárga zászló eredetileg a sárgalázra figyelmeztetett, a kitűnő láthatósága miatt világszerte elterjedt, és a betegség jellegétől függetlenül is használatban maradt. Nemcsak a hajókat, hanem karantén alá vont házakat, lakásokat is ezzel jelöltek. Jelenleg a hajózásban a karantént a sárga-fekete kockás zászló jelzi. A sárga jelentése éppen az ellenkezője: Fertőző betegségtől mentes hajó kikötőbe bocsátását kéri.

## Etikai és gyakorlati megfontolások
Emberek karantén alá vonása polgári jogi és etikai kérdéseket vesz fel, hiszen korlátozzák az illető szabad mozgását; különösen, ha hosszú távra szól. Erre példa Mary Mallon.
Mary Mallon szakácsnőként dolgozott családoknál, és tünetmentes hordozóként terjesztette a tífuszt. Ezért büntetőjogi felelősségre vonták. Büntetése alatt felvetették neki azt a lehetőséget, hogy eltávolítják epehólyagját, amivel megválthatta volna szabadságát, de nem egyezett bele. Miután letöltötte büntetését, szabadon bocsátották, de eltiltották a szakácskodástól. Ezután mosónőként dolgozott, de mivel azzal kevesebbet keresett, visszatért régi foglalkozásához. Másodjára már szigorúbbak voltak vele. Mivel ismét nem volt hajlandó arra, hogy alávesse magát a műtétnek, egész hátralevő életét, azaz 23 évet és 7 hónapot North Brother Island egy kórházában, a Riverside Hospitalban kellett töltenie.

### Az Egyesült Nemzetek és a Siracusa-elvek
A Siracusa-elvek nem kötelező emberi jogi elvek, melyeket a Siracusa International Institute for Criminal Justice and Human Rights alkotott meg, és az Egyesült Nemzetek Szövetsége 1984-ben fogadott el. Kimondják, hogy a korlátozásoknak arányosnak, bizonyíthatóan szükségszerűnek, törvényesnek és fokozatosnak kell lenniük. Megjegyzik, hogy közegészségügyi okokból szükséges lehet egyes alapjogok korlátozása, hiszen azzal betegséget vagy sérülést előznek meg.
A jogok korlátozásának, mint a karanténba helyezésnek, szükségesnek kell lennie, ami azt jelenti, hogy:
- feleljen meg a közösségi szükségnek
- legyen arányos a céllal, azaz a betegség terjedésének akadályozásával
- a lehető legkisebb korlátozást jelentse a cél elérése érdekében
- jogilag szabályozott legyen
- ne legyen önkényes vagy diszkriminatív
- csak azokat a jogokat korlátozza, amelyeket a cél eléréséhez szükséges (például a karanténban levők véleménynyilvánítási és szólásszabadsága megmaradjon)[62]

Karantén esetén továbbá:
- a korlátozó intézkedésnek tudományosan és adatokkal alátámasztottnak kell lennie
- az összes információnak nyilvánosan elérhetőnek kell lennie
- az intézkedéseket meg kell értetni azokkal, akiknek a jogait korlátozzák
- az intézkedések gyakorlatát rendszeresen felül kell vizsgálni és újra kell gondolni

Az államnak biztosítania kell a következőket:
- A fertőzötteket védelem illeti meg a bántalmazással és az erőszakkal szemben
- Gondoskodni kell az alapvető szükségletekről, mint víz, élelmiszer, tisztálkodás, orvosi és megelőző kezelés
- Karantén esetén a közvetlen kapcsolattartás nem lehetséges, de a közvetettnek elérhetőnek kell lennie
- A korlátozásoknak függetlennek kell lenniük a társadalmi helyzettől
- Az intézkedés alá vontakat megfelelő kárpótlás illeti meg veszteségeikért, mint például a kiesett fizetés[63]

### Pszichológiai hatás
A karantén negatívan hat a benne levők lelkiállapotára. Ide tartozik a poszttraumás stressz, a zavarodottság és a harag. A The Lancet Rapid Review cikke szerint a hosszan tartó karantén hatásai közé tartozik a fertőződéstől való félelem, frusztráltság, unalom, nem megfelelő készletek, félinformációk, pénzügyi veszteség és stigmatizáltság. Egyes kutatók szerint hosszú távú hatásai is lehetnek. Ha szükséges valakit karanténozni, akkor annak nem szabad a szükségesnél tovább tartani, érthetően meg kell indokolniuk, értesíteniük kell a protokollról, továbbá biztosítani kell, hogy ne szenvedjen hiányt. A tágabb környezetet és társadalmat is fel kell világosítani a karantén előnyeiről.

### Rövid távú karantén
A karanténara hasonlít az a fertőtlenítési gyakorlat, hogy az emberek csak azt követően távozhatnak a helyszínről, hogy levetették potenciálisan fertőzött ruháikat, és fertőtlenítő zuhanyt vettek. Ez a lépfene támadások után volt gyakorlat. A "Daily News workers quarantined" cikk hasonlót ír le.
A HazMat Magazine 2003 február-március száma szerint, ha lépfenét gyanítanak valakinél, akkor addig kell bezárközniuk, amíg sor nem kerülhet a fertőtlenítésre.
Steve Urbon, a Standard-Times riportere 2003 február 14-én hasonló intézkedést írt le, amikor polgárjogi aktivisták kifogásolták, hogy az embereket akaratuk ellenére vitték fertőtlenítő zuhany alá. Capt. Chmiel ezt a karantén jogi szabályaival indokolta.
A fertőtlenítő zuhany célja a karanténhoz hasonló: megelőzni a betegség terjedését. Azonban míg a karantén alá vont emberek szervezetükön belül, addig a fertőtlenítő zuhanyra kötelezettek kívül, ruhájukon, hajukban, bőrükön hordozhatják a betegség kórokozóit. 
A karantén fogalmának fejlődésével járműveket is karanténoznak, mint mobil kórházakat vagy mentőautókat.

## Önkéntes karantén
Az önkéntes karantén azt jelenti, hogy emberek önként alávetik magukat a karantén szabályainak otthonukban. A közbeszédben a Covid19-pandémia alatt terjedt el. A szabály az, hogy az önkéntes nem megy el otthonról. Nem megy munkába és boltba sem. Vagy az otthon felhalmozott készleteit fogyasztja, vagy pedig házhoz rendel. Nem fogad vendégeket; szemetét is mással viteti ki. A #maradjotthon mozgalom ennél szigorúbb szabályokat fogalmaz meg, minden közvetlen szociális érintkezést tiltva a karantén alatt; a házhoz rendelést is tiltja.

## Átvitt értelemben
John F. Kennedy karanténnak nevezte azt az intézkedését, hogy a kubai rakétaválság alatt nem engedte, hogy hajóval bárki is bejusson Kubába. Ennek oka az volt, hogy a karantén jogszerű, míg a blokád háborús ok lehet.
A karantén mint fogalom átvitt értelemben is használatos az informatikában, amikor vírusirtó alkalmazások a rosszindulatú szoftverek (kártevő, vírus, féreg stb.) programkódjait tartalmazó adatállományokat nem semmisítik meg, hanem egy elkülönítésére használt tárterületre csoportosítják. A karantén célja, hogy a gyanús fájlokat, vírusokat elkülönítse a rendszertől. A fájlokat biztonságosan tárolja, úgy, hogy ne tudjon kapcsolatba lépni más fájlokkal. Az elkülönített fájlokat nem lehet használni, csak ha visszaállítják az eredeti helyükre. A visszaállításra a rendszergazdának van lehetősége.
A spanyol (la) cuarentena arra is vonatkozik, amikor a gyermekágyas anya különül el csecsemőjével a külvilágtól.

## Képek

Az önkentes karantén hatása a pandémiára
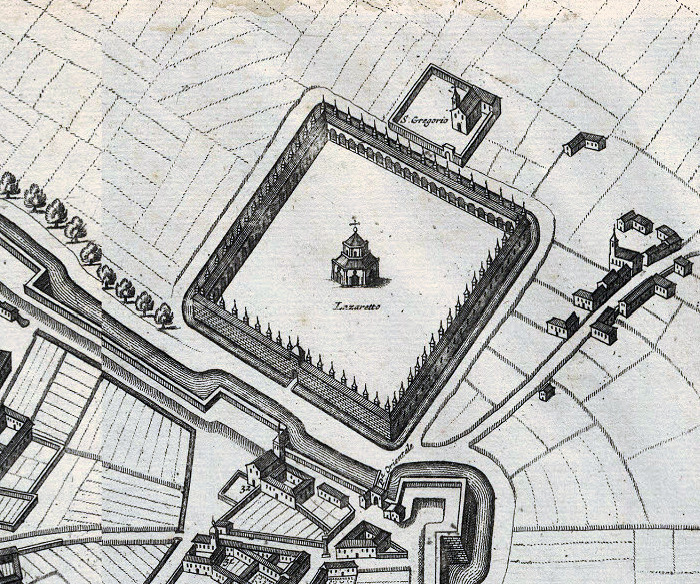
Lazzaretto di Milano 1704-ben, habár olyan „gyógyító” helyek, mint a Lazzaretto, ma már nem léteznek, de a kollektív képzeletben ezeknek a helyeknek a gondolata, mint a horror és a halál továbbra is él
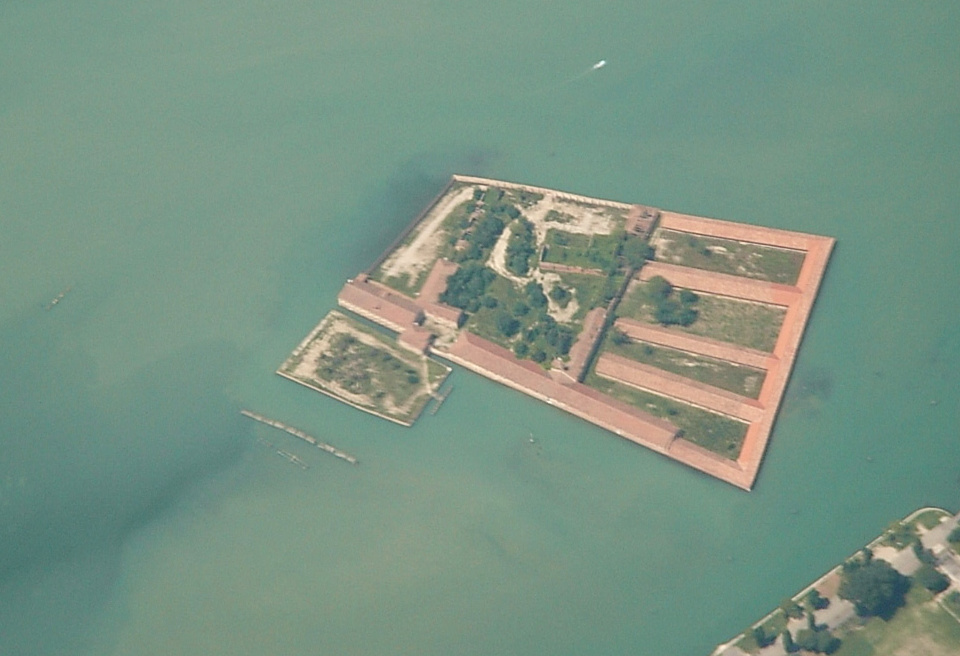
Az első karanténsziget a Lazzaretto Vechio sziget napjainkban, nevét Szent Lázárról kapta, aki a a sírásók, koldusok és bélpoklosok védőszentje
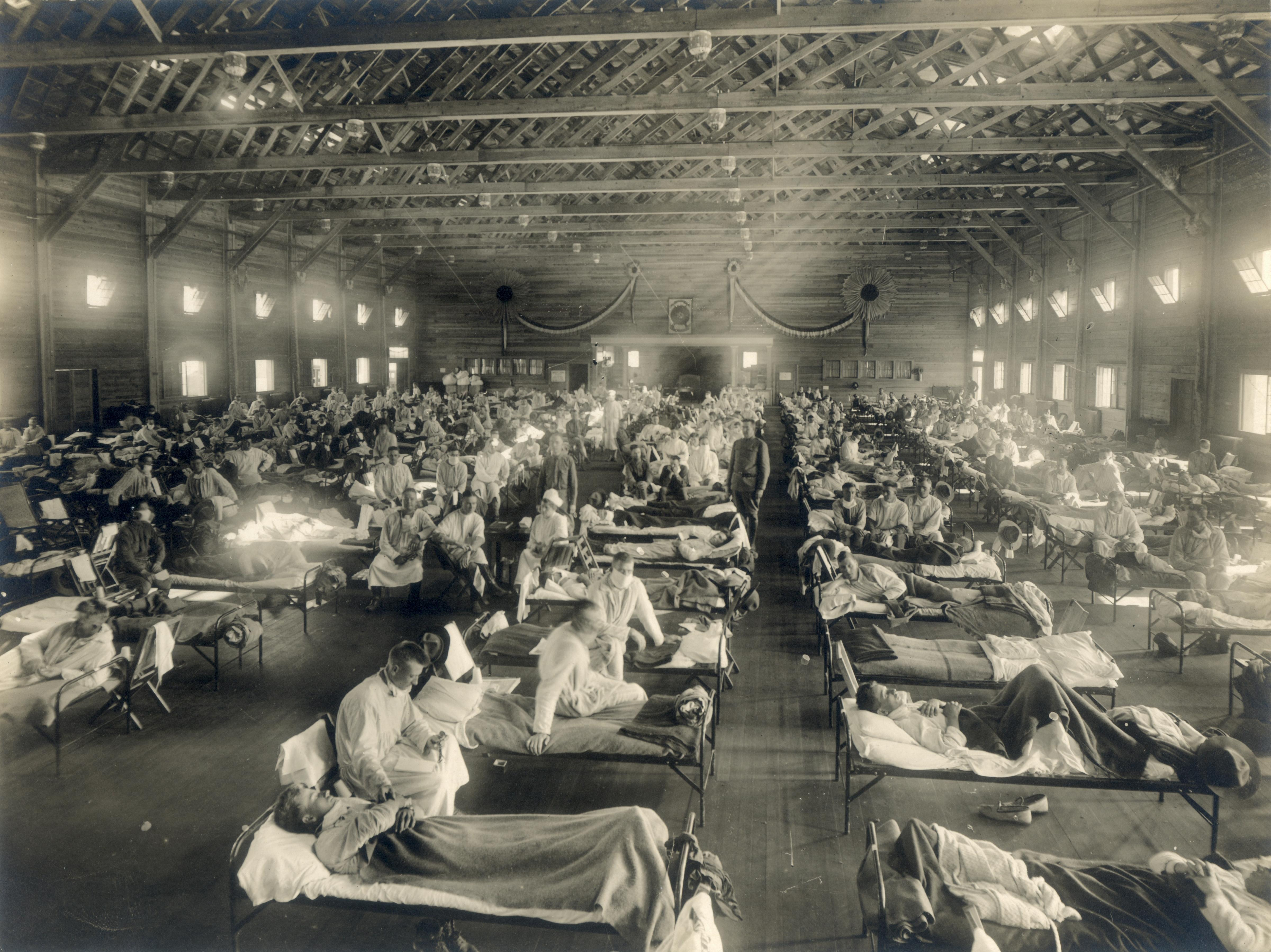
Sürgősségi járványkórház, a Kansas állambeli Funston Campben, a spanyolnátha pandémia idején
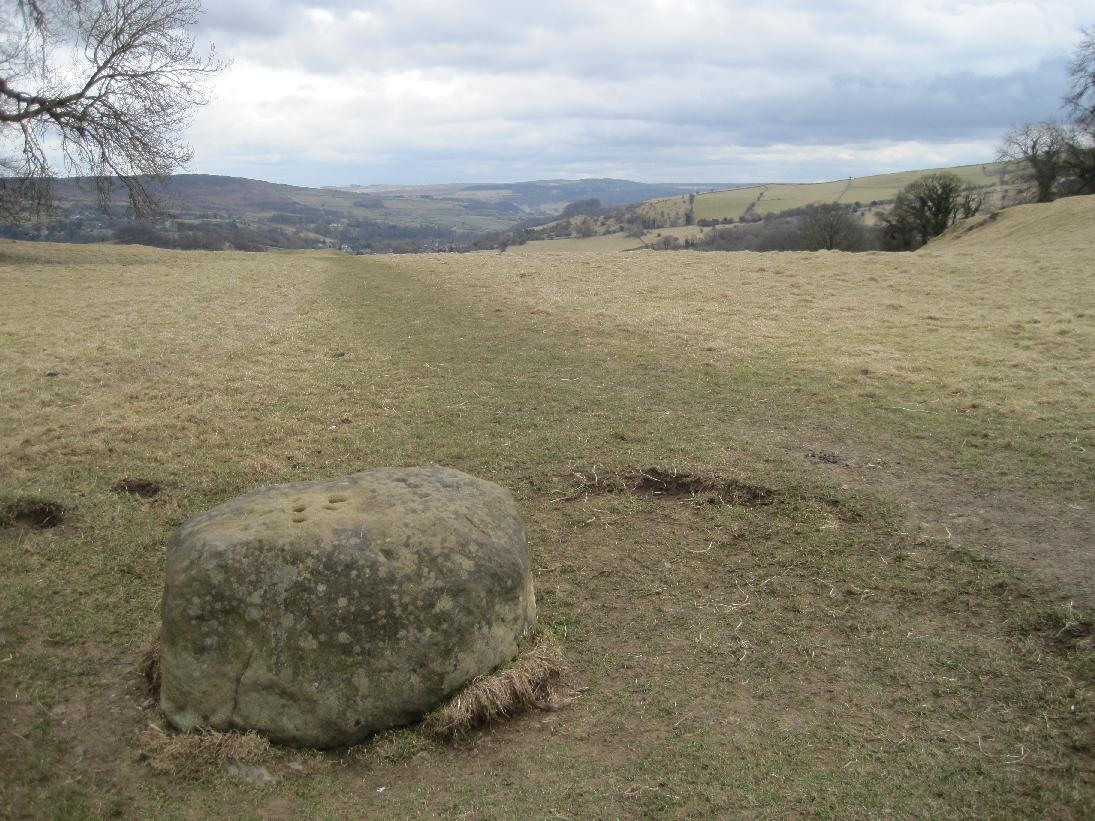
Az angliai Derbyshire megyei Eyam falu 17. századi önkéntes elszigetelődésekor használt kő, ahol folyóvízzel vagy ecettel „fertőtlenített” pénzérméket hagytak a segítőknek
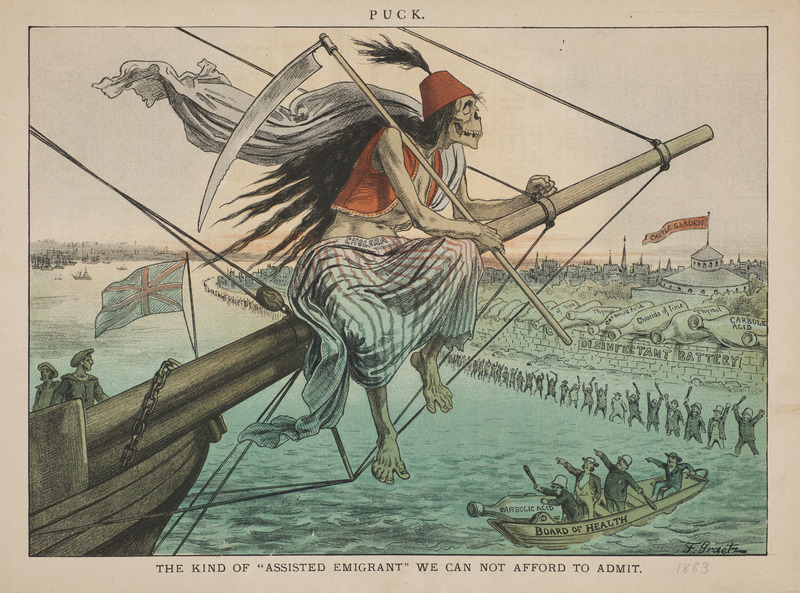
Karikatúra, a török ruházatban kaszát tartó, „kolera” felirattal ellátott csontváz a part felé halad, miközben a partot védők fertőtlenítőszerrel felszerelve szeretnék visszatartani, 1883, PUCK Magazine
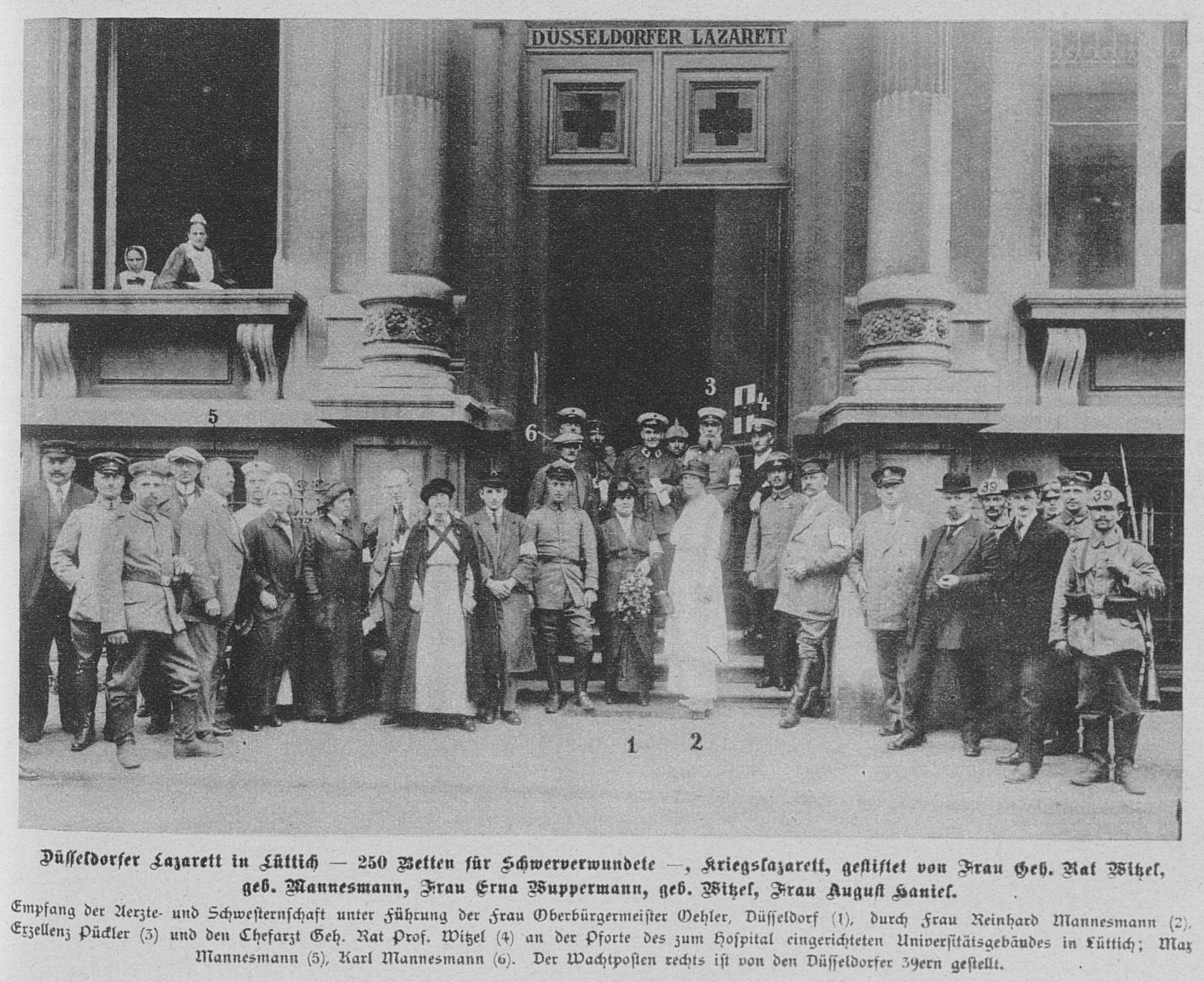
Düsseldorfi lazarett Liège-ben, 1914

## Fordítás
- Ez a szócikk részben vagy egészben  a   Quarantine című angol Wikipédia-szócikk fordításán alapul.  Az eredeti cikk szerkesztőit annak laptörténete sorolja fel. Ez a jelzés csupán a megfogalmazás eredetét és a szerzői jogokat jelzi, nem szolgál a cikkben szereplő információk forrásmegjelöléseként.